# Drymonia macrophylla
Drymonia macrophylla là một loài thực vật có hoa trong họ Tai voi. Loài này được (Oerst.) H.E.Moore mô tả khoa học đầu tiên năm 1955.